# Arquitectura y urbanismo de Bilbao

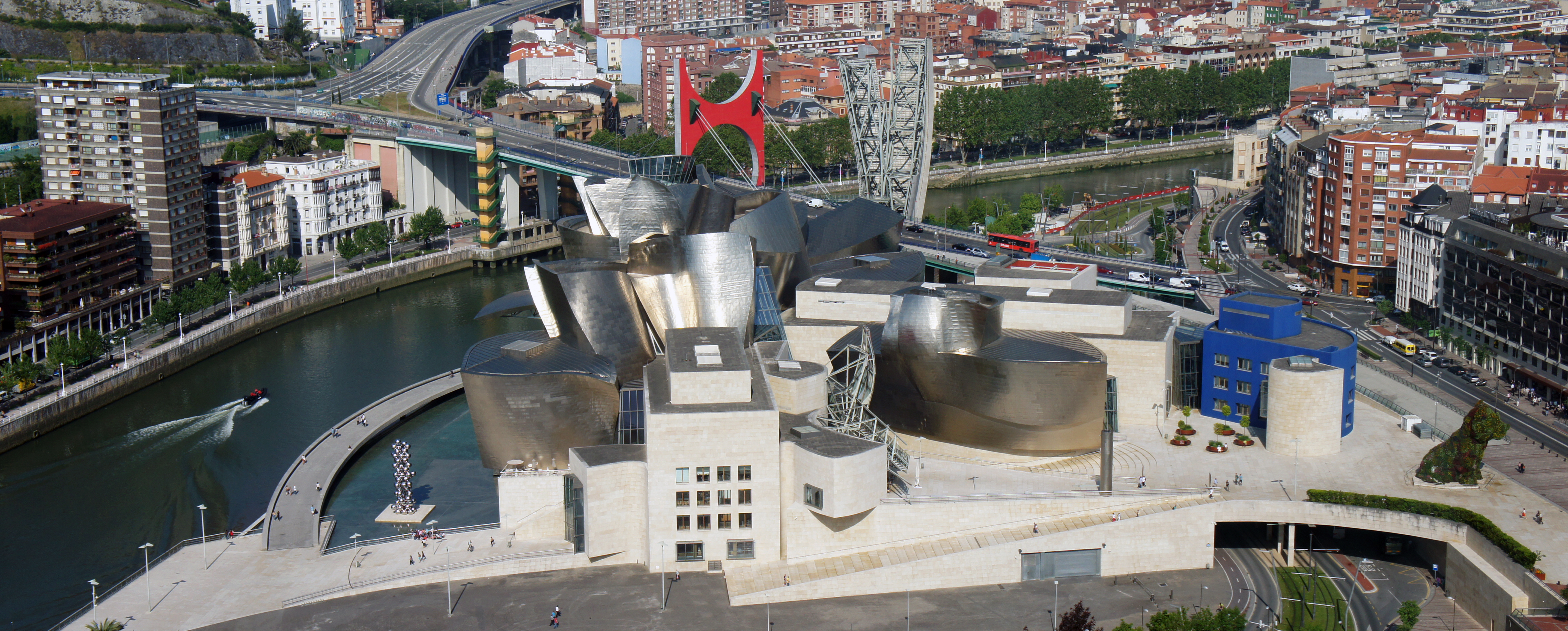
Vista aérea del Museo Guggenheim y el puente La Salve al fondo

Las transformaciones en cuanto a la arquitectura y urbanismo de Bilbao han sido importantes desde finales del siglo XIX a comienzos del siglo XXI, convirtiendo una ciudad posindustrial en una ciudad de servicios con un marcado componente cultural, y con obras arquitectónicas de una trascendencia internacional, como el Museo Guggenheim Bilbao de Frank Gehry, ubicado en la margen izquierda del río Nervión, el Metro de Bilbao, diseñado por Norman Foster, la Torre Iberdrola de César Pelli o Zubizuri, el puente peatonal sobre el río, de Santiago Calatrava.
El Plan de Ensanche de 1876 se realizó en la margen izquierda de la ría de Bilbao, y se desarrolló como un damero en torno a una plaza elíptica de la cual parten ocho calles radiales. El crecimiento de la ciudad hizo que en pocas décadas este ensanche, de 158 hectáreas, resultase insuficiente.

## Estilos arquitectónicos

### Eclecticismo (1876-1900)
El Eclecticismo se divide en dos períodos: la isabelina, de 1850 a 1868, y el alfonsino, de 1868 a 1899. Entre los arquitectos que aplican el Eclecticismo en sus obras en Bilbao se encuentra Severino Achúcarro.

#### Ejemplos de edificios
- Teatro Arriaga (1886-1890) - arquitecto: Joaquín Rucoba
- Palacio Chávarri (1889) - estilo neoflamenco - arquitecto: Paul Hankar
- La Ceres (fábrica de harinas) (1899-1900) - ingeniero: Ramón Grotta y arquitecto (existe discrepancia al respecto): Enrique Epalza[4] o Federico de Ugalde[5]

### Modernismo (1900-1915)
Entre los arquitectos que aplican el modernismo en sus obras en Bilbao están Ricardo de Bastida, Mario Camiña, Severino Achúcarro, Pedro Guimón, Leonardo Rucabado y Ismael Gorostiza.

#### Ejemplos de edificios
- Casa Montero (1901) - estilo art nouveau - arquitecto: Jean Batiste Darroquy
- Teatro Campos Elíseos (1902) - estilo art nouveau - arquitecto: Jean Batiste Darroquy
- Alhóndiga Municipal de Vinos (1905) - estilo catalán - arquitecto: Ricardo de Bastida

### Regionalismo (1900-1930)
Claramente influenciado por el regionalismo montañés desarrollado por Leonardo Rucabado, otros arquitectos que lo aplican en la ciudad son Ricardo de Bastida, José María de Basterra, Tomás Bilbao y Manuel María de Smith.

#### Ejemplos de edificios
- Palacio de Ibaigane (1898-1900) - estilo neovasco - arquitecto: Gregorio Ibarreche
- Chalet Allende (1910) - estilo regionalismo montañés - arquitecto: Leonardo Rucabado
- Estación Ferrocarriles Vascongadas (1912) - estilo neovasco - arquitecto: Manuel María de Smith
- c/ Gran Vía, 58-60 (edificio de viviendas) (1920-1922) - estilo regionalismo montañés - arquitectos: Ricardo de Bastida y José María de Basterra

### Art déco (1925-1930)
Entre los arquitectos que proyectaron este estilo en la ciudad fueron Pedro Ispizua, Ricardo de Bastida y Tomás Bilbao.

#### Ejemplos de edificios
- Biblioteca Foral de Bizkaia (1924) - arquitecto: Juan Carlos Guerra
- c/ Ercilla, 22 (edificio de viviendas) (1926) - arquitecto: Ricardo de Bastida
- c/ Ercilla, 16 (edificio de viviendas) (1928) - arquitecto: Tomás Bilbao

### Racionalismo (1930-1936 y 1938-1949)
El Racionalismo en Bilbao se divide en dos épocas separadas por la guerra civil española. La primera, de 1931 a 1936, y la segunda, de 1938 a 1949.
Grupo escolar Luis Briñas -- 1933 de Pedro Ispizua Susunaga

### Arquitectura de posguerra (1938-1949)
La arquitectura de la posguerra en Bilbao se divide entre el estilo Nacional y la continuidad del Racionalismo.

#### Ejemplos de edificios
- c/ Ercilla, 43 (edificio de viviendas) (1938) - estilo racionalista expresionista - arquitecto: Rafael Fontán
- Estación de Norte (1941-1950) - estilo Nacional - arquitecto: Alfonso Fungairiño
- Talleres Muñoz Mendizabal (1942-1946) - estilo racionalista - arquitecto: Pedro Ispizua
- Delegación de Hacienda Estatal (1942-1953) - estilo Nacional - arquitecto: Antonino Zobaran

### Últimas tendencias (1976 en adelante)

#### Ejemplos de edificios
- Museo Guggenheim Bilbao (1992-1997) - arquitecto: Frank Gehry
- Torre Iberdrola (2007-2011) - arquitecto: César Pelli

### Otras obras
- Torre Banco de Vizcaya (1969) - arquitectos: Enrique Casanueva, Jaime Torres y José María Chapa
- Metro de Bilbao (1988-1995), de Norman Foster
- Zubizuri (1997), puente peatonal de Santiago Calatrava
- Palacio Euskalduna (1999) - arquitectos: Federico Soriano y Dolores Palacios

## Urbanismo
Un primer plan de ensanche le fue encomendado al ingeniero Amado Lázaro en 1861, pero este proyecto, de 229 hectáreas, fue descartado por «utópico y de excesivo» y «ambicioso e irrealizable» y hubo que esperar a 1873, a un plan nuevo elaborado por el arquitecto Severino Achúcarro y los ingenieros Ernesto Hoffmeyer y Pablo Alzola, que más tarde sería alcalde de la ciudad.
El ensanche bilbaíno se hizo en el margen izquierdo de la ría, y se desarrolla como un damero en torno a una plaza elíptica de la cual parten ocho calles radiales, configuración influida por la plaza de L'Ètoile parisina.[cita requerida] El crecimiento de la ciudad hizo que en pocas décadas el ensanche, de 158 hectáreas, resultase insuficiente, ya que, en 1893, la ciudad tenía una población de 41 734, con una estimación de un aumento a 51 041 para 1905. Sin embargo, en un año el número de habitantes de Bilbao había crecido hasta 61 070, superando las previsiones de 51 041 para 1905.
Importantes aspectos incluyen la Gran Vía, con una anchura de 50 metros y una longitud de 1,5 kilómetros, con numerosos comercios, instituciones públicas y entidades bancarias.
En 1898, el arquitecto municipal Enrique Epalza presentó un primer plan para la extensión del ensanche, también rechazado, que se extendía hasta la Alameda de San Mamés y a la línea ferroviaria de Cantalojas a Olabeaga.
A comienzos del siglo XXI se acomete una serie de importantes obras urbanísticas, como las de Miribilla, Abandoibarra, Puerta Arata Isozaki.